# 川端隆普美
川端 隆普美（かわばた たかふみ、1954年6月26日 - ）は日本の元スキージャンプ選手。名前は隆普実という表記も見られる。北海道出身。

## プロフィール
北照高等学校→明治大学→北海道拓殖銀行
北照高校在学時、1972年札幌オリンピックにテストジャンパーとして参加した。
高校時代から多くのタイトルを獲得、明治大に進学して全日本学生スキー選手権で3年連続優勝を記録した。これは菊地定夫に次いで2人目の記録である。
1978年のノルディックスキー世界選手権（フィンランド・ラハティ）では70m級40位、90m級41位であった。また、1980年のレークプラシッドオリンピックで70m級29位、90m級32位の成績を残した。

## 日本国内での主な競技成績
- 1971.02.28(日)　第6回雪印杯全日本ジャンプ旭川大会少年組　優勝
- 1971.12.12(日)　第9回羊蹄シャンツェ全道ジャンプ大会高校の部　優勝
- 1971.12.19(日)　第13回雪印杯全日本ジャンプ大会少年組　優勝
- 1972.02.23(水)　第27回国民体育大会冬季大会少年組　優勝
- 1972.03.04(土)　第51回全日本スキー選手権大会70m級少年組　優勝
- 1972.03.19(日)　第7回雪印杯全日本ジャンプ旭川大会少年組　優勝
- 1973.01.14(日)　第14回雪印杯全日本ジャンプ大会少年組　優勝
- 1973.01.20(土)　第23回北海道高校スキー大会　優勝
- 1973.02.25(日)　第23回秩父宮杯スキー大会少年組　優勝
- 1973.03.18(日)　第1回富良野ジャンプ大会少年組　優勝
- 1973.03.21(水)　第13回秋野杯ジャンプ大会少年組　優勝
- 1975.01.18(土)　第48回全日本学生スキー選手権大会一部　優勝
- 1975.02.19(水)　第34回国民体育大会冬季大会成年一部　優勝
- 1976.01.18(日)　第49回全日本学生スキー選手権大会一部　優勝
- 1977.01.18(火)　第50回全日本学生スキー選手権大会一部　優勝
- 1977.01.22(土)　第4回HTB杯ジャンプ大会成年組　優勝
- 1978.01.07(土)　第5回HTB杯ジャンプ大会成年組　優勝
- 1978.01.08(日)　第19回雪印杯全日本ジャンプ大会成年組　優勝
- 1978.01.29(日)　第33回北海道スキー選手権大会　優勝
- 1979.01.06(土)　第6回HTB杯ジャンプ大会成年組　優勝
- 1979.01.07(日)　第20回雪印杯全日本ジャンプ大会成年組　優勝
- 1979.01.15(月)　第18回STVカップ国際スキージャンプ競技大会成年組　優勝
- 1979.03.28(水)　第7回野沢温泉ジャンプ大会成年組　優勝
- 1980.03.05(水)　第11回田沢湖ジャンプ大会成年組　優勝
- 1980.03.16(日)　第15回倶知安町長杯全道ジャンプ大会成年組　優勝
- 1983.02.18(金)　第54回宮様スキー大会国際競技会70m級成年組　優勝
- 1983.03.09(水)　第5回クナイスル杯宮の森ナイタージャンプ大会　優勝